# 360'erne
Århundreder: 3. århundrede – 4. århundrede – 5. århundrede
Årtier: 310'erne 320'erne 330'erne 340'erne 350'erne – 360'erne – 370'erne 380'erne 390'erne 400'erne 410'erne
År: 360 361 362 363 364 365 366 367 368 369